# Penthimia nigropicea
Penthimia nigropicea är en insektsart som beskrevs av Victor Ivanovitsch Motschulsky 1863. Penthimia nigropicea ingår i släktet Penthimia och familjen dvärgstritar. Inga underarter finns listade i Catalogue of Life.